# Kalmah
Kalmah é uma banda de death metal melódico formada em Oulu, Finlândia, após o término do Ancestor. Pekka Kokko (guitarrista e vocalista) e Petri Sankala (bateria) haviam-se unido em 1993 com o propósito de tocar o puro metal extremo. A banda também incorpora elementos do power metal e speed metal, similarmente a outras bandas como Children of Bodom e Norther. "Kalmah" está em Carélio, língua similar ao finlandês, e pode ser traduzido como "para o túmulo" ou "para a morte". O estilo da banda é frequentemente tachado como "Swamp Metal" após o tema das capas dos álbuns.

## História
Kalmah começou em 1991 quando Pekka Kokko e Petri Sankala formaram a banda Ancestor, que originalmente tocava thrash metal, speed metal e death metal. Depois do Ancestor ter gravado duas demos, Antti Kokko entrou na banda como guitarrista líder. Em 1998, depois de ter gravado cinco demos e ter passado por cinco mudanças na vaga de baixista, os quais são desconhecidos, os integrantes do Ancestor se separam, e a banda é re-fundada, já como Kalmah. A nova banda consistia em Pekka Kokko (vocal, guitarra), Antti Kokko (guitarra solo), Pasi Hiltula (teclados), Altti Veteläinen (baixo) e Petri Sankala (bateria), mudando o estilo das canções para um death metal melódico, com algumas influências da época Ancestor.
O recém-formado Kalmah, então, começou a escrever novas canções para um disco promocional, intitulado Svieri Obraza. Com essa demo, eles firmaram contrato com a Spinefarm Records. A banda então foi para o Tico-Tico Studios, da Finlândia, para gravar e lançar seu álbum de estreia. Swamplord foi lançado em 2000. A banda deu muitas entrevistas e tocou em alguns shows na Finlândia antes de ir para os ensaios para escrever o álbum seguinte ao Swamplord.
Em novembro de 2001, a banda retornou aos estúdios para gravar o segundo álbum, They Will Return. Entretanto, a formação mudou, devido a Altti Veteläinen (baixo) e Petri Sankala (bateria) terem saído da banda. Eles foram substituídos por Timo Lehtinen e Janne Kusmin, respectivamente.
Em 2002, o Kalmah fez alguns shows na Finlândia e tocou no Wacken Open Air. Mais tarde, em 2002, a banda começou a compor novas canções para o terceiro álbum de estúdio. Em fevereiro de 2003, eles voltam para os Tico-Tico Studios com dez novas canções para o novo álbum intitulado Swampsong. Em 2004, o tecladista Pasi Hiltula decide deixar a banda. Marco Sneck substituiu-o, como o novo componente da banda.
Em novembro de 2005, a banda retorna novamente ao Tico-Tico Studios para gravar o quarto álbum, The Black Waltz. O novo álbum, que consiste em onze novas canções, foi gravado e mixado na Finlândia, no Tico-Tico Studios, e masterizado por Mika Jusilla na Finnvox.
Em maio de 2007, o quinto álbum de estúdio foi anunciado no site oficial da banda, sendo prometido o lançamento para o inverno/primavera de 2008. A banda disse ter novas sete canções prontas e que entrariam novamente nos estúdios com Ahti Kortelainen em outubro para gravar o álbum sucessor do The Black Waltz. O novo álbum era prometidamente mais pesado, mas que continuaria com as melodias e som-base do Kalmah.
Em 22 de janeiro de 2008, foi anunciado no site oficial do Kalmah que a mixagem do álbum seria completada e que estaria pronto para a masterização. O layout do álbum estava sendo feito e as fotos para o marketing e a ideia básica da capa e encarte do CD estavam sendo completadas. O álbum foi lançado em 23 de abril de 2008, com o nome de For The Revolution.
No dia 17 de Janeiro de 2013 será lançado o novo álbum do Kalmah. O sucessor do 12 Gauge, o Seventh Swamphony. O banda entrou nos estúdios no fim de 2012 e o novo álbum foi confirmado no site oficial. As 8 músicas do álbum já estão prontas.

### Linha do tempo

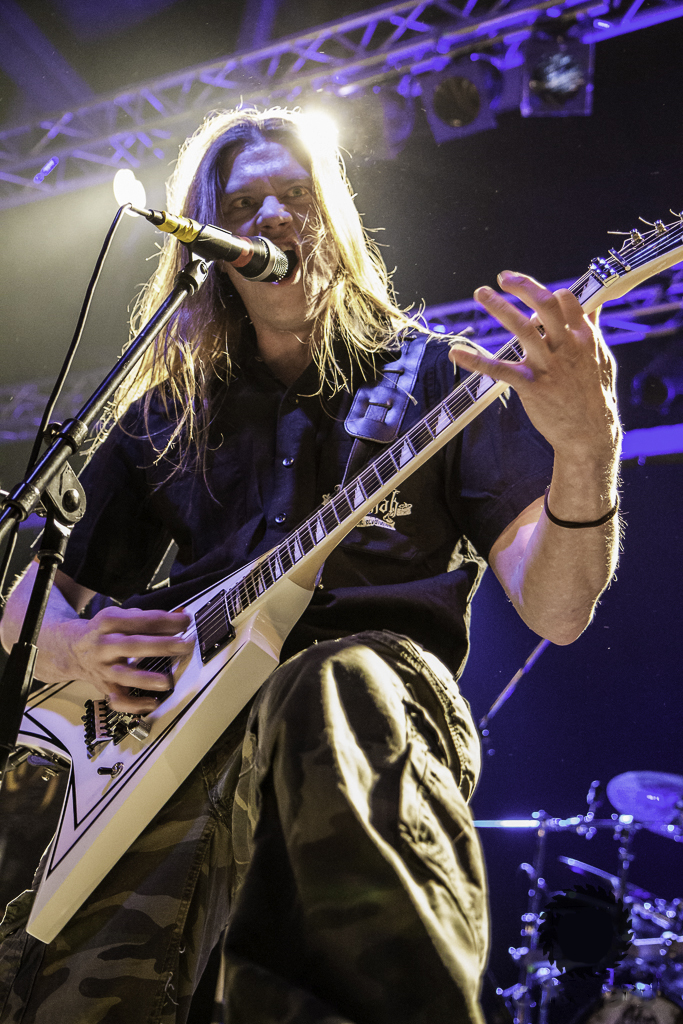
Pekka Kokko
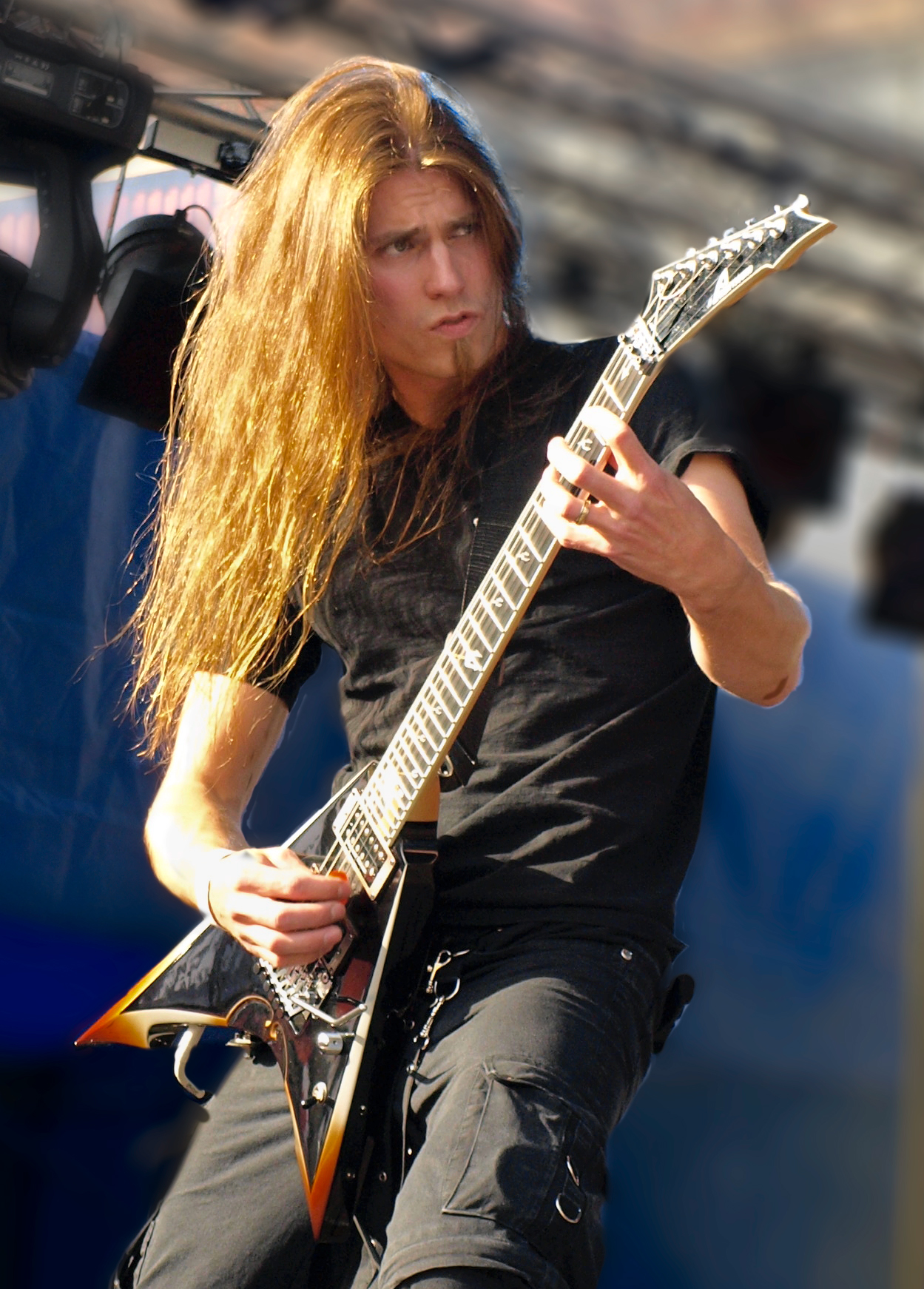
Antti Kokko
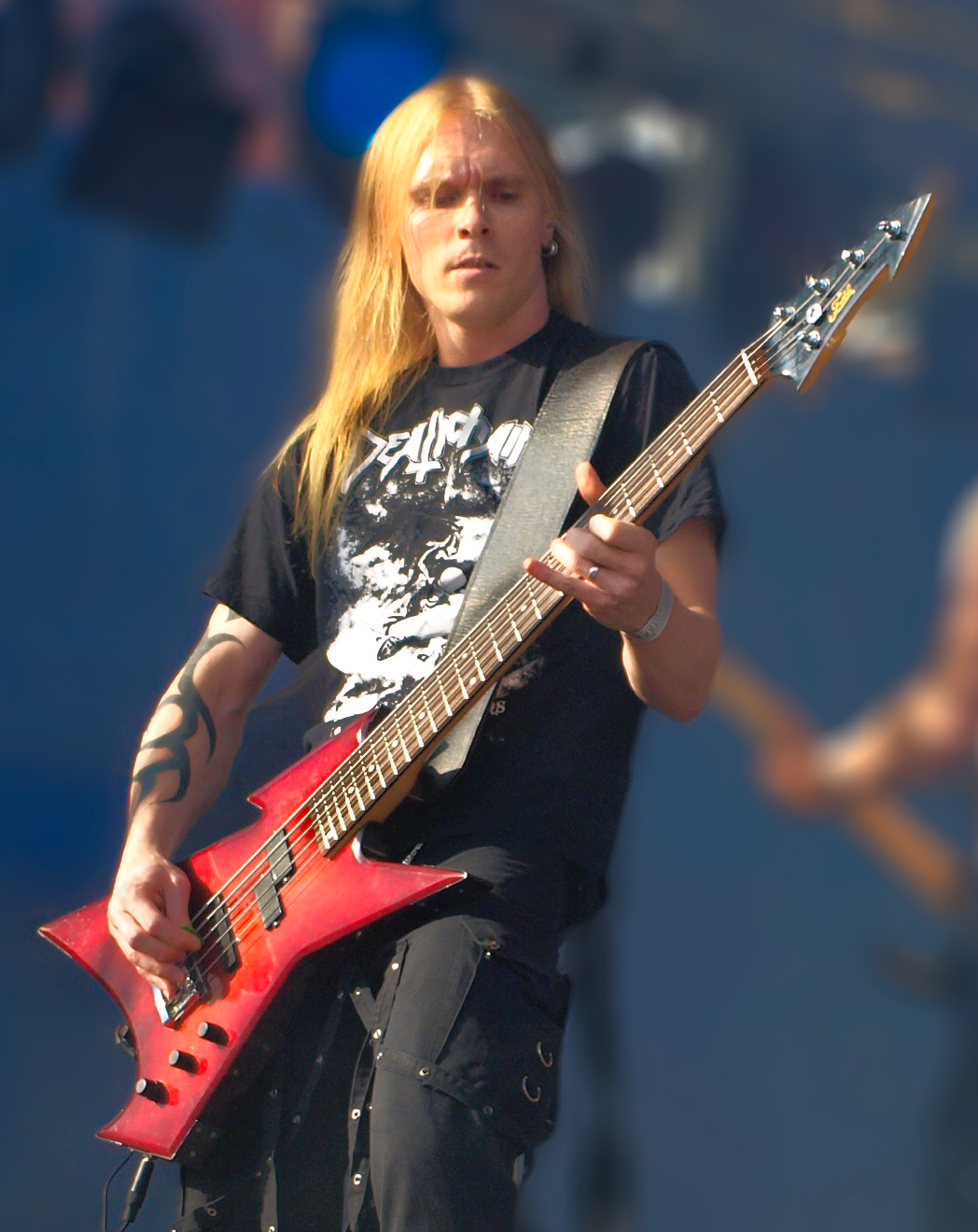
Timo Lehtinen
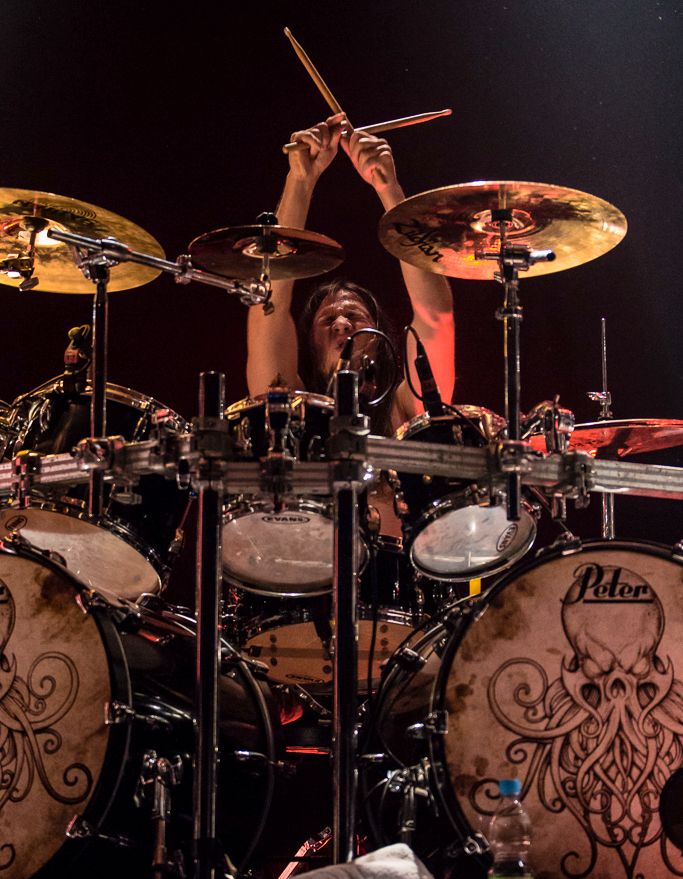
Janne Kusmin
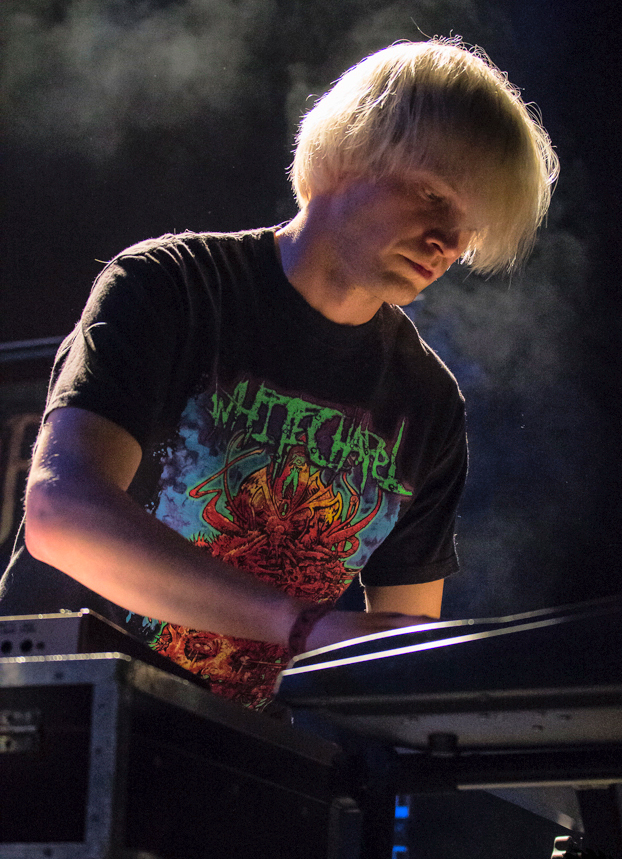
Veli-Matti Kananen